# Empire ashanti
Pour les articles homonymes, voir Ashanti.
1670/1701–1902
1935–1957
L'Empire ashanti ou Empire asante (en twi : Asanteman) est un État akan situé dans l'actuel Ghana et ayant existé de 1670 à 1902 puis de 1935 à 1957.
Cet État est d'abord formé en confédération puis son organisation socio-politique évolue sous forme de royaume puis d'empire dès 1701. À son apogée, l'Empire ashanti s'étendait au-delà de l'actuelle région Ashanti et incluait les régions de Brong Ahafo, Centrale, Orientale, du Grand Accra et Occidentale du Ghana actuel.
À partir de la fin du XVIIe siècle, le roi Ashanti (Asantehene) Osei Tutu et son conseiller Okomfo Anokye instaurent le royaume Ashanti par le symbole du trône royal Ashanti, aussi appelé siège doré. Le royaume entame une expansion territoriale militaire importante vers le sud et conquiert Denkyira afin d'obtenir un accès au golfe de Guinée et au commerce côtier avec les Européens situés sur la Côte de l'Or, notamment les Néerlandais.
L'économie de l'Empire ashanti repose initialement sur le commerce de l'or et les exportations agricoles, ainsi que sur le commerce d'esclaves, l'artisanat et le commerce avec les marchés situés plus au nord. Cependant, la traite négrière devient progressivement majoritaire, appuyée par des opérations militaires permettant de se procurer des captifs dans les régions septentrionales.
L'Empire ashanti mène plusieurs guerres avec les royaumes voisins, tels que les Fante, et combat l'expansion coloniale britannique. L'empire remporte les deux premières guerres anglo-ashanti et humilie les Britanniques. En 1824, après que le général Charles Mac Carthy a été tué, son crâne est transformé en tasse à boire à rebord d'or[réf. nécessaire]. Cependant, les trois guerres suivantes provoquent le saccage de la capitale Ashanti de Kumasi, son protectorat forcé en 1896 et finalement l'annexion de l'empire à la Côte-de-l'Or britannique en 1902, au terme de la cinquième guerre anglo-ashanti.
Après restitution du trône royal en 1935, le royaume Ashanti s'unit au Ghana en 1957 lors de son indépendance en tant qu'État traditionnel (en) prévu par la Constitution. Le roi du royaume Ashanti est alors Otumfuo Osei Tutu II Asantehene. Le royaume Ashanti abrite le lac Bosumtwi, le seul lac naturel du Ghana. Les revenus économiques actuels de l'État proviennent principalement du commerce de lingots d'or, de cacao, de noix de kola et de l'agriculture.

## Étymologie
Le nom Ashanti (twi : Asante), dérivé des mots twi ɔsa (« guerre ») et nti (« à cause de »), signifie « à cause de la guerre ». Il a pour origine la formation d'une confédération des chefferies du clan Oyoko à Kumasi et ses environs afin de combattre le royaume de Denkyira. La variante du nom, Asante, provient de rapports britanniques retranscrivant le nom du royaume tel qu'il est prononcé : as-hanti. D'autres hypothèses, moins acceptées, existent également. Pour Meyerowitz, ce sont « les gens de San ». Pour Braffi, ce sont les Asanties : les dispersés ou (villes) « éparpillés afin de conquérir des terres ». Cependant, il est le seul à émettre cette hypothèse.
La première théorie est favorisée par les historiens puisqu'elle coïncide avec les événements historiques et les premières mentions des Asante par les Européens à la fin du XVIIe siècle.

## Histoire

### Origine

#### Migrations Akans

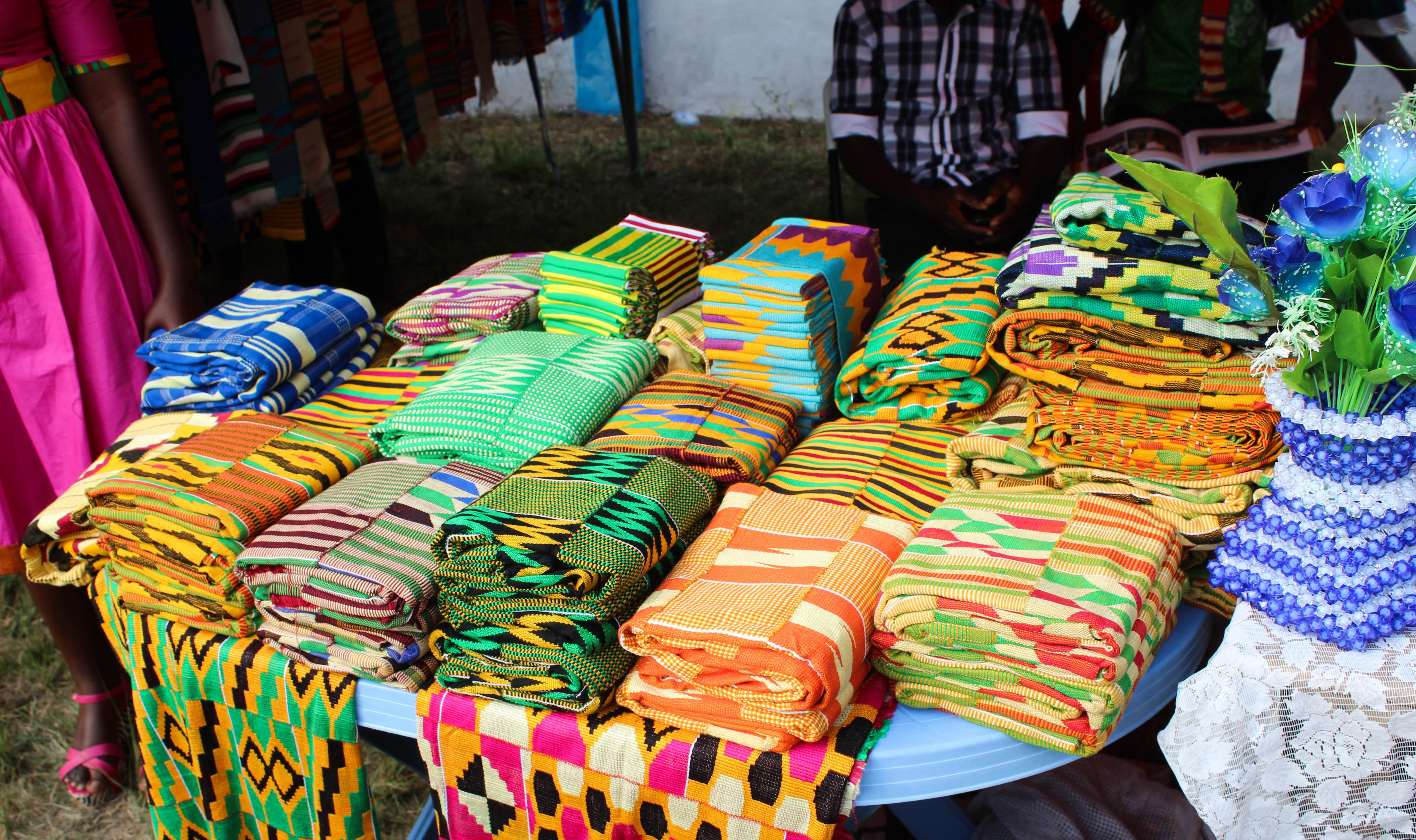
Le tissu Kente, le vêtement traditionnel porté par la royauté Ashanti.

Entre le Xe siècle et le XIIe siècle, les Akan migrent dans la ceinture forestière du sud du Ghana et établissent plusieurs États : Ashanti, Brong-Ahafo, Denkyira, Fanti, Ahantas, Mankessim, Akyem, Akwamu, Akuapem, Kwahu, Aowin, Sefwi et Wassa.
D'importants gisements d'or existent dans la région Ashanti dans laquelle prennent place ces populations, permettant à des relations commerciales de se construire avec les puissants empires du Sahel. Les routes commerciales du nord provenant de Tombouctou, Gao et Djenné, ainsi que les routes commerciales de l'ouest provenant de Kano et Sokoto, se croisent dans cette région.
L'apparition progressive d'une confédération ashanti coïncide avec l'amoindrissement des caravanes du Sahel et le ralentissement du commerce transsaharien, permettant à Kumasi et à ses environs de devenir un acteur majeur du commerce de l'or dès le XVIe siècle, et principale région d'approvisionnement de la Côte de l'Or où commercent les Européens. En échange de l'or, les marchands obtenaient des armes à feu permettant aux clans influents de continuer l'extension de leur pouvoir. Les régions pauvres en or se spécialisent dans la capture d'esclaves, facilitée par des armées désormais équipées d'armes à feu. Cette situation provoque une nouvelle vague de migration Akan, incluant le clan Oyoko.

#### Asantemanso, berceau du clan Oyoko
Selon la tradition orale, le berceau du clan Oyoko se situe à Asantemanso, où le clan aurait émergé de la terre. Asantemanso aurait été fondée par le clan Aduana et devient la capitale de l'État de Domaa. Prospère sous le règne des premiers Domaahene et au sein du territoire de Bono, elle accueille rapidement de nombreux migrants fuyant les conflits en cours au sein du royaume de Denkyira qui émerge. Un premier clan Oyoko, guidé par Akyempon Tenten, fuit Kokofu et noue une alliance forte avec le Domaahene qui leur octroie un quartier, Nampansa.
À la suite de cela, une seconde vague de migrants Oyoko rejoint Asantemanso depuis Juaben et Nsuta. Cette augmentation démographique déclenche, vers 1650, une guerre civile qui oppose les trois clans Oyoko aux Domaa et Aduana et provoque la destruction d'Asantemanso. La tradition orale ashanti tend à occulter cette guerre afin de favoriser le mythe fondateur qui entoure Osei Tutu Ier et Okomfo Anokye. En effet, ce conflit est perçu comme un échec, provoquant un nouvel exil du clan Oyoko.
Cette destruction provoque la dispersion des différents clans. Le premier clan Oyoko, dirigé par Akyeampon Tenten, retourne à Kokofu. Le second clan Oyoko, dirigé par Oti Akenten, s'installe à Kwaaman, ancien nom de Kumasi. Le troisième clan Oyoko tente de s'installer également à Kokofu, puis rejoint Oti Akenten à Kwaaman. Cette dispersion provoque également l'émergence de nouvelles maisons dynastiques au sein du clan matrilinéaire. Chacune s'installe dans des villes environnantes telles que Juaben, Bekwai, Dadiasi et Mampon. L'origine commune de tout ces clans situés à Asantemanso en font effectivement le berceau du clan Oyoko et des futurs Ashantis.
Il est important de noter que des fouilles archéologiques réalisées en 1986 sur le site traditionnel d'Asantemanso dévoilent quant à elles une occupation remontant à plusieurs siècles avant J.-C. et l'existence d'une communauté importante pouvant appartenir à la culture Guan. Cette hypothèse remet en question l'histoire du peuplement de la région et les relations entre les Guan et les premiers Akan.

#### État de Kwaaman
Kumasi et sa périphérie est composée, dès le début du XVIe siècle de chefferies ou micro-États fondés par plusieurs clans de l'Abusua issus de différentes migrations Akan. La ville n'existe pas en tant qu'État unifié à l'arrivée du clan Oyoko. 
Ces trois micro-États sont le Tafo, Kaase et Amakum. Le Tafo serait le premier État fondé dès le début du XVIe siècle. Il commerce déjà avec les portugais selon un rapport de 1527. Cet État est reconnu comme un important centre de production d'or et joue déjà un rôle majeur sur les voies commerciales reliant la côté au Sud aux royaumes mossi au Nord. Le second État, Kaase, aurait été fondé par le clan Aduana lors de la seconde migration Akan, vers la fin du XVIe siècle. Ils pourraient être à l'origine de l'acculturation de l'État de Tafo par le clan Aduana. Le troisième État, Amakum, appartient au clan Asenee et provient d'Akrokyere, dans le royaume Adansi en conflit avec le royaume de Denkyira. Sa fondation est estimée vers 1650, avant la guerre civile qui détruit Asantemanso. 
Les migrants du clan Oyoko s'installent d'abord à Amakum tandis que les Domaa fondent Suntreso (banlieue actuelle de Kumasi) et négocient avec les trois États pour l'octroi de nouvelles terres. C'est également à Suntreso que se tient une réunion tenue par Boamponsem, roi de Denkyira, afin de délimiter les frontières des différentes cités-États sous sa tutelle. Cet ensemble de cité-états noue des alliances qui posent les bases d'une réunification autour d'un seul État de Kwaaman, ensuite renommé Kumasi.
L'origine du royaume ashanti est étroitement liée à la domination progressive du clan Oyoko découlant de la tradition de l'Abusua qui détermine l'organisation sociale et familiale en huit clans. Ce clan s'implante au XVIIe siècle à Kumasi et remplace progressivement le clan Aduana (en) dans la noblesse et sur le trône de Kumasi. Selon la tradition orale, les Oyoko possèdent une ancêtre commune, Ankyewa Nyame.
Le mythe fondateur de Kwaaman dans la tradition orale indique qu'Oti Akenten aurait négocié avec le chef de Tafo pour l'obtention d'une parcelle de terre sous un arbre nommé Kum. Cette parcelle s'appellerait ensuite Kum-ase (en twi "sous l'arbre), donnant naissance au nom de Kumasi. À la suite des enquêtes et révisions chronologiques menées par les historiens, la version historique la plus acceptée au XXIe siècle fait d'Oti Akenten le fondateur de Kwaman, permettant à la migration du clan Oyoko de s'y installer de 1650 à 1660. Obiri Yeboah lui succède en tant que Kwamanhene (chef de Kwaman) vers 1660 et concentre la majorité des clans Oyoko ayant migré depuis Asantemanso. L'installation du clan se fait probablement pacifiquement et Obiri Yeboa se trouve au cœur de nombreuses alliances avec les micro-États de Tafo, Kaase et Amakum.

### Formation de l'Empire

#### Facteurs d'émergence
Les causes profondes de l'émergence de l'Empire ashanti sont multiples. Tout d'abord, la recherche du contrôle des voies commerciales intérieures. Celles-ci sont l'une des causes des flux migratoires Akans, incluant donc ceux du Clan Oyoko et permettant leur installation dans la région de Kumasi. Cette région se trouve au croisement de plusieurs axes commerciaux : les Malinkés au Nord-ouest, les royaumes haoussa au nord-est et enfin l'axe commercial côtier. Ensuite, l'explosion démographique provoquée par la diffusion de nouvelle cultures de rente agricole par les Européens augmente les flux migratoires, la main d'œuvre militaire et par conséquent la propension des États à faire des esclaves. Enfin, la présence des Européens sur la Côte provoque un chamboulement commercial et militaire par l'introduction des armes à feu et l'augmentation de la demande en or et en esclaves.
Cependant, les causes ne sont pas uniquement à rechercher dans les opportunités commerciales, sans quoi les Ashantis se seraient plutôt installés sur la côte. En effet, l'essentiel des ressources aurifères se trouvent dans le sud, à proximité immédiate des forts coloniaux européens. Une autre cause importante de l'émergence de la confédération est également la conséquence de l'émergence de puissances militaires au sud, tels que le royaume de Denkyira, d'Akwamu et des Akyems. 
Un autre facteur est la disposition de la région de Kumasi qui a la particularité d'être constituée de petites collines et marécages formant une défense naturelle contre les agressions extérieures.
Enfin, la politique d'intégration des vaincus, mise en place depuis la première vague du clan Oyoko à Asantemanso, se poursuit par la suite. Elle est à la base de toute la politique diplomatique menée par la suite au sein de l'État de Kwaaman, de la confédération ashanti puis de l'Empire ashanti. En effet, les personnalités qui refusent la tutelle ashanti sont éliminées par la force ou par la peine capitale afin de les remplacer par un successeur favorable, bien souvent lié au clan Oyoko directement ou indirectement par alliance matrimoniale. Ceux qui prêtent allégeance se voient attribuer des positions importantes. Par exemple, le Domaa Kyereme Sikafo est fait okra (conseiller) d'Osei Tutu. Cette méthode permet d'asseoir rapidement le pouvoir et de convertir des ennemis en alliés.

#### Confédération ashanti
Au milieu du XVIIe siècle, les Oyoko, sous le chef Oti Akenten, commencent à consolider les clans Ashanti en une confédération. Une première confédération part en campagne contre les Guan en 1660, puis contre les Domaa sous le règne d'Obiri Yeboa. Cependant, ce dernier meurt lors d'une importante défaite. Osei Tutu Ier, le nouveau Kwaamenhene, mets en place des réformes militaires et reprend le conflit contre les Domaa trois ans plus tard. 
L'introduction du trône royal Ashanti (twi : Sika Dwa) lors du règne d'Osei Tutu permet de centraliser le pouvoir à Kumasi. Selon la tradition orale, la confédération ashanti déclare son indépendance à la suite d'une réunion avec l'ensemble des chefs de clans environnants. Les chefferies prenant place à cette confédération sont : Kumasi, Nsuta, Mampong, Dwaben (aujourd'hui Juaben), Bekwai et Kokofu. Le mythe prétend que le trône royal est demandé au dieu créateur, lors de cette réunion, par Okomfo Anokye, conseiller d'Osei Tutu. Celui-ci déclare que le trône symbolise la nouvelle union ashanti et l'allégeance prêtée par chacun des chefs de clans au détenteur du trône, l'Asantehene (roi des Asantes).

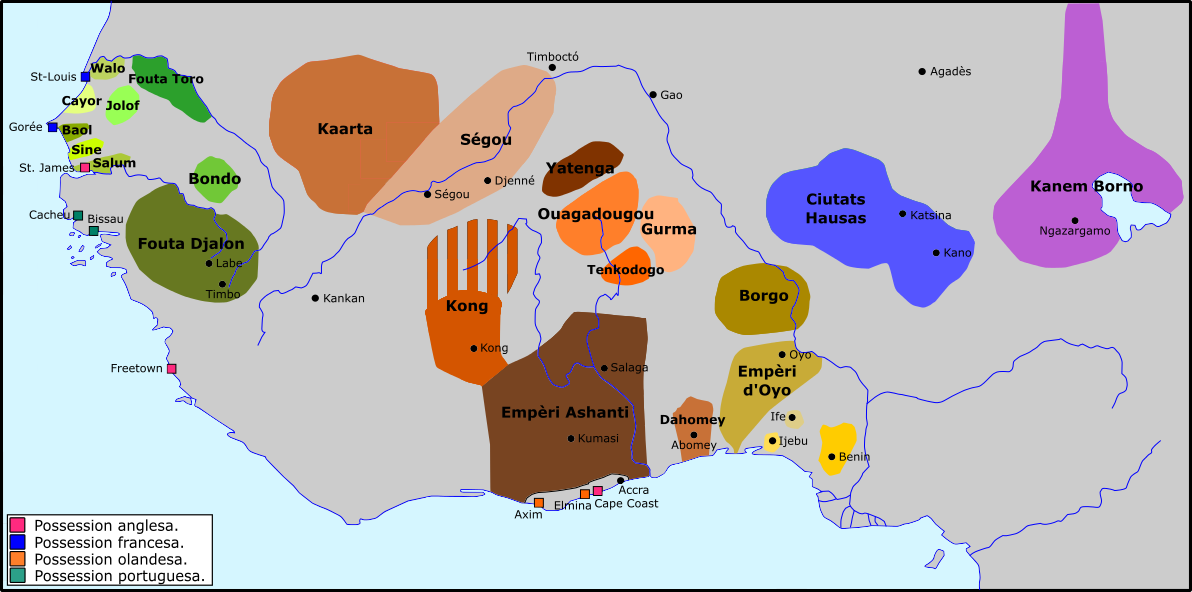
Empire ashanti à son apogée au XVIIIe siècle.

#### Expansion
Conscient des atouts d'une confédération élargie, Osei Tutu mène une politique extérieure expansionniste et impérialiste. D'abord, dans les années 1670, Osei Kofi Tutu I, la confédération est encore tributaire du royaume Denkyira. Osei Tutu entame la consolidation des peuples Akan via la diplomatie et la guerre. Il élargit les pouvoirs du système judiciaire au sein du gouvernement centralisé de Kumasi afin de renforcer son trône,.
Situé au sud-ouest de Kumasi, le territoire du royaume de Denkyira bloque l'accès à la côte pour la confédération ashanti. Les premiers échanges sont pacifiques puisque le Denkyrahene (roi de Denkyira) permet aux marchands ashantis de se rendre jusqu'à Elmina afin de commercer avec les Néerlandais. Cependant, son successeur décide d'augmenter les droits de circulation en 1699 et provoque la guerre avec la confédération Ashanti. La guerre se termine lors de l'ultime bataille de Feyiase, et la confédération proclame son indépendance en se désignant comme royaume ashanti en 1701. Le butin de guerre inclut notamment un bail des Hollandais pour le fort Saint-Georges-de-la-Mine, ce qui permet au royaume Ashanti d'avoir un accès direct à la mer et un contact avec les européens.
L'expansion se poursuit au sein des autres chefferies afin d'exiger l'allégeance à l'Asantehene de façon diplomatique ou militaire. Kumasi devient la capitale du royaume. En cas de conquête, les chefferies ont le choix de rejoindre l'empire ou de devenir des États tributaires. Cette politique provoque notamment la fuite du clan Baoulé, conduite par sa nièce Abla Pokou.

### Période précoloniale

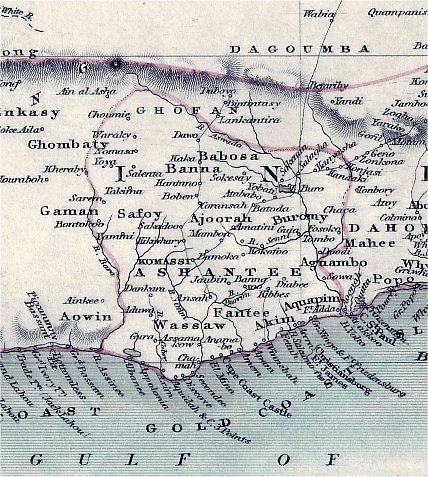
Carte de l'Empire ashanti au début du XIXe siècle avec les emplacements des comptoirs européens.

Le contact européen avec les Ashanti sur la région côtière du golfe de Guinée en Afrique débute au XVe siècle. Cela renforce l'importance du commerce de l'or, de l'ivoire et des esclaves avec les Portugais. Opoku Ware, le second Ansetehene, continue la politique expansionniste et étend les frontières jusqu'à un niveau proche de l'apogée de l'empire, contrôlant l'essentiel du territoire de l'actuel Ghana et débordant en partie sur celui du Togo et de la Côte d'Ivoire. Il conquiert les États africains de Bono, Techiman, Banda, Gyaman, Gonja et Dagomba jusqu'en 1745. L'Empire ashanti contrôle alors l'ensemble des routes commerciales menant à la Côte de l'Or, et l'approvisionnement en esclaves vendus aux Européens.
Les conséquences de la chute du royaume de Bono en 1723 sont capitales sur le plan économique. Le trésor royal ainsi que les artisans sont saisis et déportés à Kumasi. Les connaissances de la structuration économique et commerciale des Bono provoque de nombreuses réformes au sein de l'Empire ashanti. Ces éléments sont les pierres fondatrices du dispositif de contrôle administratif et économique appliqué par les Ashanti. Cependant, au décès d'Opoku Ware, l'Empire traverse une importante période de troubles durant laquelle les États du sud (Denkyira, Wassa, Twifo et l'Akyem) se rebellent et bloquent l'accès au commerce côtier, et par conséquent à l'approvisionnement en armes à feu.
En 1800, la stabilité de ce royaume était due à une gestion administrative juste, rigoureuse et à un système de communication performant. Le 15 mai 1817, l'Anglais Thomas Bowdich entre à Kumasi. Il y reste plusieurs mois avant d'être emprisonné. À son retour, il témoigne dans son livre Mission from Cape Coast Castle to Ashantee. Son éloge du royaume est critiqué, sur base d'importants préjugés. Joseph Dupuis, premier consul britannique à Kumasi, arrive le 23 mars 1820. Bowdich et Dupuis ont tous deux obtenu un traité avec l'Asantehene. Mais, le gouverneur, Hope Smith, ne répond pas aux attentes du royaume Ashanti.

### Conflits avec les Britanniques
Le régent imposé par les Britanniques fut renversé à son tour par le prétendant Mensa Bonsu sans que les nouveaux colonisateurs n’interviennent mais il est contraint d’abdiquer le 8 mars 1883 ; les Anglais ne supportant point son esprit d’indépendance. En 1877, Karikari tente un coup d’état. C’est un échec. Avec l’abdication de Mensa Bonsu, le souverain déchu retente de nouveau sa chance. C’est désormais la guerre civile. En août 1883, prenant prétexte d’une conférence de paix, Karikari (qui a été proclamé Roi par les chefs tribaux) est arrêté. Il réussit cependant à s’échapper mais 2000 de ses partisans seront massacrés. Karikari sera assassiné le 24 juin 1884. Le prince Akyampo Panin s’arroge les pouvoirs à Kumasi au détriment du prince choisi Prempeh, à peine âgé de 15 ans. La régente Ya Kyaa fait arrêter et exécuter l’usurpateur. La sœur de Karikari va froidement purger la capitale des partisans de son rival, le prince Twereboanna.
En février 1887, elle fait couronner dans l’urgence Prempeh Ier. Le prince Twereboanna soulève ses troupes et accule la famille royale. La régente pense se rendre mais une soudaine révolte inattendue contraint Twereboanna à s’enfuir.
Le 26 mars 1888, Nana Prempeh Ier (ou Kouakou Doua III) peut monter sur le trône. En 1891, les derniers partisans du prince Twereboanna se rendent définitivement.
Le jeune souverain est secondé par sa mère Yaa Akya qui se fait fort de restaurer la souveraineté nationale. Prempeh Ier d’ailleurs est d’accord sur ce point. Il n’a pas l’intention de brader l’Empire ashanti aux Européens ni de le laisser se faire piller sans réagir. Lorsque le gouverneur britannique vient lui demander d’accepter le protectorat de Sa Royale Majesté anglaise, Prempeh lui oppose un refus net et direct.
Les Anglais apprennent bientôt que Prempeh a fait alliance avec le Guinéen Samory Touré qui lutte contre les colonisateurs au Nord de la Côte d’Ivoire. Prétextant une dette mal remboursée, les troupes britanniques envahissent le royaume Ashanti et s’emparent de Kumasi le 20 janvier 1896. Toute la famille royale est arrêtée. Prempeh Ier en présence du futur fondateur du scoutisme Robert Baden-Powell doit accepter les conditions du vainqueur, Sir Francis Scott. Le souverain est emmené sous bonne garde au fort d’Elmina et placé sous résidence surveillée. Craignant des révoltes, les autorités anglaises décident de l’envoyer en Sierra Leone en 1897 non sans avoir au préalable détruit à l’explosif le mausolée royal de Bantama. Kumasi est annexée au territoire britannique et confiée à une administration anglo-saxonne.

### Soulèvements de 1900 à 1935
En janvier 1902, la Grande-Bretagne désigna finalement le royaume Ashanti comme protectorat. le royaume Ashanti a été restauré à l'autonomie le 31 janvier 1935. Asante King Prempeh II a été restauré en 1957 et le royaume Ashanti est entré dans une union d'État avec le Ghana à l'indépendance du Royaume-Uni.

## Organisation socio-politique

### Gouvernance
L'Empire ashanti est divisé en dix États : l'ashanti central directement subordonné par l'Asantehene et neuf États environnants ayant chacun leur chef ou roi nommé Omanhene. Au sein de ces subdivisions se trouvent une autre subdivision qui repose sur les principes claniques de l'abusua dans lequel la famille est l'unité politique de base de l'empire. Tous les villages sont regroupés pour former des divisions dirigées par un chef de clan familial nommé Ohene. Les États et provinces se trouvant en dehors de ces états ne s'intègrent pas dans cette hiérarchie et sont des États tributaires ashanti devant payer un tribut et fournir un contingent à l'armée. Après 1764, à l'initiative d'Osei Kwadwo, Le gouvernement développe une bureaucratie sophistiquée à Kumasi avec des ministères séparés pour gérer les affaires de l'État ainsi qu'une organisation administrative reposant sur de nombreuses fonctions.

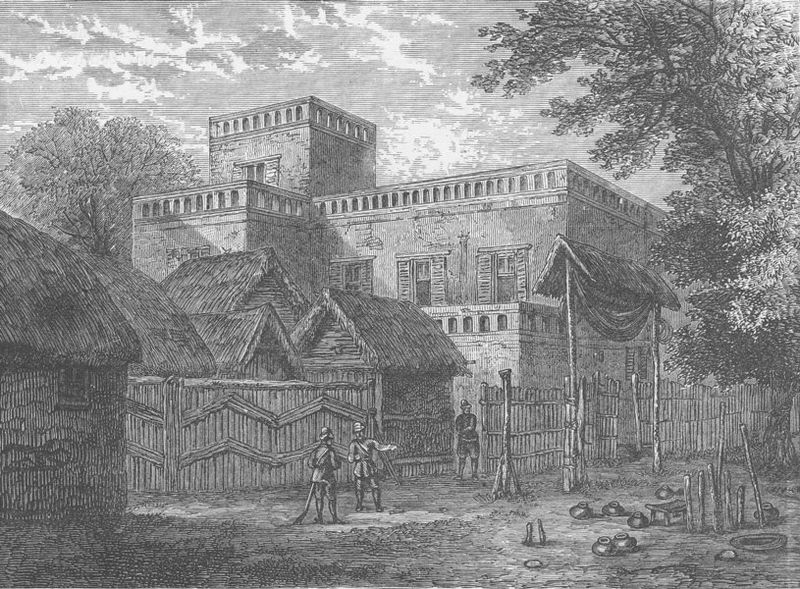
Palais de l'Asantehene avant sa destruction en 1874.

#### Palais royal
La résidence actuelle de l'Asantehene est le palais Manhyia construit en 1925 par les Britanniques et présenté au Prempeh I en cadeau à son retour d'exil. Le palais original de l'Asantehene à Kumasi est détruit 1874 lors de la troisième guerre anglo-ashanti. D'après les récits européens, l'édifice était massif et richement construit. En 1819, le voyageur et auteur anglais, Thomas Edward Bowdich a décrit le complexe du palais comme :

« … un immense bâtiment composé d'une variété de cours oblongues et de places régulières [avec] des entablements exubérants ornés d'un éventail audacieux et de treillis de caractère égyptien. Ils ont une suite de pièces au-dessus d'eux, avec de petites fenêtres en treillis de bois, de travail sculpté complexe mais régulier, et certains ont des cadres recouverts d'or fin. Les places ont de chaque côté un grand appartement, ouvert en avant, avec deux piliers porteurs, qui brisent la vue et lui donnent tout l'aspect de l'avant-scène ou du devant de scène des anciens théâtres italiens. Elles sont hautes et régulières, et les corniches d'un très hardi cannage en haut-relief. Un rideau de rotin curieusement tressé est suspendu devant, et dans chacun, nous avons observé des chaises et des tabourets en relief avec de l'or, et des lits de soie, avec des insignes épars. »

Winwood Reade a également décrit sa visite au palais royal Ashanti de Kumasi en 1874

« Nous sommes allés au palais du roi, qui se compose de nombreuses cours, chacune entourée d'alcôves et de vérandas, et ayant deux portes ou portes, de sorte que chaque cour était un artère. Mais la partie du palais donnant sur la rue était une maison en pierre, de style mauresque […] avec un toit plat et un parapet, et des suites d'appartements au premier étage. Il a été construit par des maçons Fanti il y a de nombreuses années. Les chambres à l'étage me rappellent Wardour Street. Chacun était un parfait Old Curiosity Shop. Des livres en plusieurs langues, du verre de Bohême, des horloges, de l'argenterie, des meubles anciens, des tapis persans, des tapis de Kidderminster, des tableaux et des gravures, des coffres et des coffres sans nombre. Une épée portant l'inscription From Queen Victoria to the King of Ashantee. Une copie du Times, 17 octobre 1843. Avec ceux-ci se trouvaient de nombreux spécimens d'artisanat maure et ashanti. »

### Administration

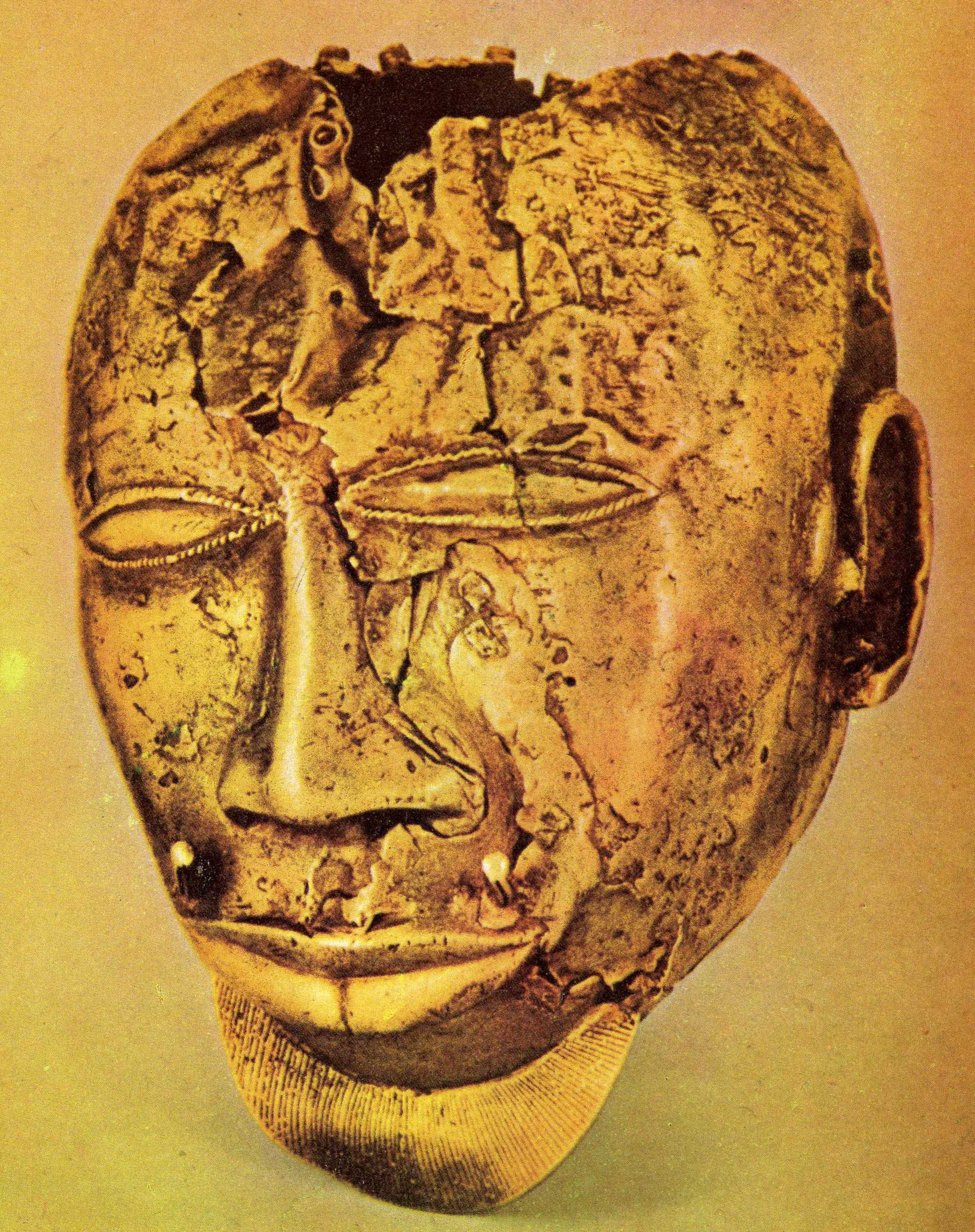
Masque en or du trésor de Kofi Karikari

#### Asantehene
Au sommet de la structure du pouvoir ashanti se trouve l'Asantehene, le roi d'Ashanti. Chaque Asantehene est intronisé sur le trône royal ashanti car celui-ci symbolise le pouvoir même du roi. Il partage ses pouvoirs législatifs et exécutifs avec la bureaucratie asante. En cas de conflit, il endosse le rôle de chef militaire,. Il est élu de la même façon que les autres chefs claniques.

#### Asantehemaa
La reine mère, l'Asantehemaa, siège sur le trône d'argent et est la deuxième personne la plus puissance de l'Empire. C'est auprès d'elle que l'Asantehene doit se justifier s'il commet une infraction. Cependant, elle n'est pas la mère du roi, mais généralement la doyenne d'une branche du clan Oyoko. Elle soutient l'Asantehene dans son mode de vie et consulte son propre conseil des anciens. Traditionnellement, le rôle de l'Asantehemaa consiste à préserver les coutumes, les rituels et l'identité ashanti. Elle avait la prérogative d'être consultée dans le processus d'installation d'un chef ou du roi, car elle jouait un rôle majeur dans la nomination et la sélection. Elle a réglé les différends impliquant des femmes et a été impliquée dans la prise de décision aux côtés du Conseil des anciens et des chefs. Non seulement elle a participé aux processus judiciaires et législatifs, mais aussi à faire et à défaire la guerre et à la distribution des terres.

#### Conseil Asanteman
Le Conseil assiste l'Asantehene et sert d'organe consultatif pour le roi. Il est composé des Amanhene ou chefs suprêmes qui dirigent les différents États ashantis. Le conseil comprend également les chefs provinciaux tributaires. L'Asantehene est tenu de ne jamais ignorer les décisions du conseil Asantema. Le contraire est un motif de destitution,.

#### Amanhene
L'Empire ashanti est composé d'États métropolitains et provinciaux. Les citoyens des États métropolitains sont connus sous le nom d'amanfo. Les états provinciaux se situent en périphérie de l'empire et sont des États assujettis ou tributaires. Chaque État métropolitain d'Ashanti est dirigé par un Amanhene ou chef suprême. Il y exerce les pouvoirs exécutif, législatif et judiciaire.

#### Ohene
Les Ohene sont les chefs de clans familiaux, hiérarchiquement sous les Amanhene. Leur fonction principale est de conseiller l'Amanhene. Les Ohene dirigent un ensemble de villages.

#### Odikuro
Chaque village asante possède un chef nommé Odikuro qui est propriétaire du village et responsable du maintien de l'ordre public. Il sert d'intermédiaire entre les gens de sa juridiction, les ancêtres et les dieux. En tant que chef du village, l'Odikro préside le conseil du village. Il conseille les Ohene dans leurs décisions,.

#### Obirempon
Les marchands prospères qui parviennent à accumuler de grandes richesses ou obtenir une reconnaissance sociale et politique sont appelés Obirempon ou Abirempon, ce qui signifie grands hommes. Aux XVIIIe siècle, l'appellation se formalise afin d'englober ceux qui font le commerce dont tout l'État bénéficie. En récompense de leurs accomplissements, ils recevaient une queue d'éléphant, un insigne héraldique nommé Mena. Les Obirempon ont un pouvoir législatif dans leurs régions et gèrent des affaires administratives et économiques.

#### Conseil Kotoko
Le Conseil Kotoko est un organe politique servant de contrepoids au conseil des anciens qui entourait le roi. Il incarne le parti aristocratique au sein du gouvernement. Le conseil prend en charge la législature du système gouvernemental ashanti.